# Franz Georg Karl von Metternich
Pour les articles homonymes, voir Metternich (homonymie).
Franz Georg Karl, comte (puis prince) de Metternich-Winneburg né le 9 mars 1746 à Coblence, Électorat de Trèves (Saint-Empire) et décédé le 11 août 1818 à Vienne, était un diplomate au service de la Maison d'Autriche.

## Famille
Il appartient à la lignée des Winneburg-Beilstein (de) et est le fils de Johann Hugo von Metternich-Winneburg et de son épouse Clara Luise von Kesselstatt. Il épouse en 1771 la comtesse Maria Beatrix von Kageneck (de). Il est le père, entre autres, de Klemens Wenzel von Metternich.

## Carrière politique
Le comte de Metternich-Winneburg a exercé la fonction de ministre plénipotentiaire des Pays-Bas autrichiens de 1791 à 1792 et de 1793 à 1794, sous les empereurs Léopold II et François II et sous le gouvernorat de Marie-Christine d'Autriche et d'Albert de Saxe-Teschen.
Les lettres patentes de l'Empereur le nommant son ministre plénipotentiaire aux Pays-Bas ont été émises le 27 juin 1791.

## Annexion des biens Metternich
À la suite du traité de Lunéville de 1801, il perd sa seigneurie d'Empire de Winneburg et Beilstein au profit de la France, lorsque celle-ci l'annexa officiellement avec toute la rive gauche du Rhin. Cette perte fut cependant compensée, au cours du processus de médiatisation des principautés allemandes, par l'acquisition de l'abbaye sécularisée d'Ochsenhausen et d'un titre princier en 1803. Le comte est élevé au rang de prince le 20 juin 1803 ; ce titre de prince sera rendu héréditaire le 20 octobre 1813.

### Sources et bibliographie
- Liste chronologique des édits et ordonnances des Pays-Bas autrichiens de 1751 à 1794 : deuxième partie - de 1781 à 1794, Devroye et Cie, 1858, 465 p. (lire en ligne).